# José Tomás Sánchez
José Tomás kardinál Sánchez (17. března 1920 Pandan - 9. března 2012 Manila) byl filipínský římskokatolický kněz, vysoký úředník římské kurie, kardinál.
Kněžské svěcení přijal 12. května 1946. Působil poté v diecézi Legazpi, kde byl i generálním vikářem a přednášel v katolických školách a seminářích.
V únoru 1968 byl jmenován pomocným biskupem diecéze Caceres, biskupské svěcení přijal 12. května téhož roku. Od prosince 1972 byl biskupem-koadjutorem diecéze Lucena, řízení diecéze se ujal v září 1976. V lednu 1982 byl jmenován arcibiskupem arcidiecéze Nueva Segovia.
Od října 1985 působil v římské kurii, stal se sekretářem Kongregace pro evangelizaci národů. Při konzistoři v červnu 1991 ho papež Jan Pavel II. jmenoval kardinálem. Po této nominaci následovalo jeho jmenování prefektem Kongregace pro klérus, vykonával rovněž funkci prezidenta Správy majetku Apoštolského stolce. Po dosažení emeritního věku byl uvolněný ze závazků prefekta kongregace.